# Seznam vítězů diamantové ligy v běhu na 110 metrů překážek
Toto je seznam vítězů diamantové ligy v běhu na 110 m překážek (muži) a běhu na 100 m překážek (ženy).

## Celkoví vítězové
| Muži (110 př.)       | Muži (110 př.)          |
| -------------------- | ----------------------- |
| Diamantová liga 2010 | David Oliver            |
| Diamantová liga 2011 | Dayron Robles           |
| Diamantová liga 2012 | Aries Merritt           |
| Diamantová liga 2013 | David Oliver            |
| Diamantová liga 2014 | Pascal Martinot-Lagarde |
| Diamantová liga 2015 | David Oliver            |
| Diamantová liga 2016 | Orlando Ortega          |
| Diamantová liga 2017 | Sergej Šubenkov         |
| Diamantová liga 2018 | Sergej Šubenkov         |
| Diamantová liga 2019 | Orlando Ortega          |
| Diamantová liga 2020 | bez vítěze              |
| Diamantová liga 2021 | Devon Allen             |
| Diamantová liga 2022 | Grant Holloway          |
| Diamantová liga 2023 | Hansle Parchment        |
| Diamantová liga 2024 | Saša Zhoya              |
| Diamantová liga 2025 | bude oznámeno           |

| Ženy (100 př.)       | Ženy (100 př.)           |
| -------------------- | ------------------------ |
| Diamantová liga 2010 | Priscilla Schliepová     |
| Diamantová liga 2011 | Danielle Carruthersová   |
| Diamantová liga 2012 | Dawn Harperová           |
| Diamantová liga 2013 | Dawn Harperová           |
| Diamantová liga 2014 | Dawn Harperová           |
| Diamantová liga 2015 | Dawn Harperová           |
| Diamantová liga 2016 | Kendra Harrisonová       |
| Diamantová liga 2017 | Sally Pearsonová         |
| Diamantová liga 2018 | Brianna Rollinsová       |
| Diamantová liga 2019 | Danielle Williamsová     |
| Diamantová liga 2020 | bez vítěze               |
| Diamantová liga 2021 | Tobi Amusanová           |
| Diamantová liga 2022 | Tobi Amusanová           |
| Diamantová liga 2023 | Tobi Amusanová           |
| Diamantová liga 2024 | Jasmine Camacho-Quinnová |
| Diamantová liga 2025 | bude oznámeno            |